# Megopis caledonica
Megopis caledonica là một loài bọ cánh cứng trong họ Cerambycidae.